# Liar, Liar (light novel)
Liar, Liar (ライアー・ライアー, Raiā Raiā) est une série de light novel écrite par Haruki Kuō et illustrée par konomi. Elle est publiée au Japon depuis avril 2019 par Media Factory et se termine en novembre 2023 avec 15 volumes. Une adaptation manga illustrée par Funa Yukina, est prépubliée dans le Monthly Comic Alive depuis août 2019. Une adaptation en série télévisée d'animation produite par le studio Geek Toys est diffusée de juillet à septembre 2023.

## Synopsis
Sur une île du nom de Gakuen, des élèves de différentes écoles s'affrontent dans des duels qui déterminera leur rang. Dès son arrivée, Hiroto Shinohara se proclame de rang 7 à la suite de sa victoire contre la grande championne Sarasa Saionji. En réalité, Hiroto ment sur son rang aussi bien que Sarasa ment sur son identité. Avec l'aide de sa servante Shirayuki Himeji, il va tenter de garder son rang en utilisant différentes tentatives de triche contre ses adversaires.

## Personnages
Hiroto Shinohara (篠原 緋呂斗, Shinohara Hiroto)
Voix japonaise : Genta Nakamura (ja)
Shirayuki Himeji (姫路 白雪, Himeji Shirayuki)
Voix japonaise : Yukina Shutō (ja)
Sarasa Saionji (彩園寺 更紗, Saionji Sarasa)
Voix japonaise : Wakana Kuramochi (ja)
Noa Akizuki (秋月 乃愛, Akizuki Noa)
Voix japonaise : Rika Tachibana (ja)
Tsumugi Shiina (椎名 紬, Shiina Tsumugi)
Voix japonaise : Moriyama Yurika (ja)
Natsume Ichinose (一ノ瀬 棗, Ichinose Natsume)
Voix japonaise : Hōko Kuwashima
Ami Kagaya (加賀谷 亜未, Kagaya Ami)
Voix japonaise : Hibiku Yamamura (ja)
Fūka Tatara (多々良 楓花, Tatara Fūka)
Voix japonaise : Momoko Seto
Yūki Tsuji (辻 友紀, Tsuji Yūki)
Voix japonaise : Mai Mochizuki
Seiran Kugasaki (久我崎 晴嵐, Kugasaki Seiran)
Voix japonaise : Jun Fukuyama
Suzuran Kazami (風見 鈴蘭, Kazami Suzuran)
Voix japonaise : Sora Tokui
Shinji Enomoto (榎本 進司, Enomoto Shinji)
Voix japonaise : Junya Enoki
Nanase Asamiya (浅宮 七瀬, Asamiya Nanase)
Voix japonaise : Saori Ōnishi (ja)

## Light novel
La série est écrite par Haruki Kuō et illustrée par konomi. Au Japon, des volumes ont été publiés par Media Factory sous le label  MF Bunko J depuis avril 2019. La publication se termine le 25 novembre 2023 avec un total de 15 tomes.

### Liste des volumes
| no | Japonais          | Japonais          |
| no | Date de sortie    | ISBN              |
| -- | ----------------- | ----------------- |
| 1  | 25 avril 2019     | 978-4-04-065631-1 |
| 2  | 24 août 2019      | 978-4-04-065798-1 |
| 3  | 25 février 2020   | 978-4-04-064447-9 |
| 4  | 25 mars 2020      | 978-4-04-064549-0 |
| 5  | 20 juillet 2020   | 978-4-04-064810-1 |
| 6  | 25 novembre 2020  | 978-4-04-680015-2 |
| 7  | 25 mars 2021      | 978-4-04-680329-0 |
| 8  | 21 juillet 2021   | 978-4-04-680610-9 |
| 9  | 25 novembre 2021  | 978-4-04-680913-1 |
| 10 | 25 mars 2022      | 978-4-04-681293-3 |
| 11 | 25 juillet 2022   | 978-4-04-681582-8 |
| 12 | 25 novembre 2022  | 978-4-04-681939-0 |
| 13 | 25 mars 2023      | 978-4-04-682333-5 |
| 14 | 25 juillet 2023   | 978-4-04-682663-3 |
| SS | 25 septembre 2023 | 978-4-04-682868-2 |
| 15 | 25 novembre 2023  | 978-4-04-683076-0 |

## Manga
Une adaptation en manga, illustrée par Funa Yukina, est publiée dans le magazine de prépublication de seinen manga Monthly Comic Alive de Media Factory depuis août 2019. Un premier volume est sorti le 23 avril 2020; 4 volumes sont sortis le 22 août 2023.

### Liste des volumes
| no | Japonais         | Japonais          |
| no | Date de sortie   | ISBN              |
| -- | ---------------- | ----------------- |
| 1  | 23 avril 2020    | 978-4-04-064507-0 |
| 2  | 21 novembre 2020 | 978-4-04-064894-1 |
| 3  | 22 juillet 2023  | 978-4-04-682836-1 |
| 4  | 22 août 2023     | 978-4-04-682884-2 |

## Anime
Une adaptation en anime est annoncée le 1er avril 2021. La série est animée par le studio Geek Toys et réalisée par Satoru Ono et Naoki Matsuura, avec Momoka Toyoda en tant que scénariste. Yumi Nakamura s'occupant du design des personnages et Yuuyu, Naoki Tani et  Kuniyuki Takahashi et Keiichi Hirokawa de Monaca composant la musique de la série. La série est diffusée du 8 juillet 2023 au 16 septembre 2023 sur la chaîne japonaise Tokyo MX et d'autres chaînes japonaises. En France, la série est licenciée par Crunchyroll.
May'n interprète le générique de début intitulé Lies Goes On, tandis que Smile Princess interprète le générique de fin intitulé Faky Merry Game.

### Liste des épisodes
| No | Titre français                   | Titre japonais     | Titre japonais    | Date de 1re diffusion |
| No | Titre français                   | Kanji              | Rōmaji            | Date de 1re diffusion |
| -- | -------------------------------- | ------------------ | ----------------- | --------------------- |
| 1  | Roi et mensonge                  | 王と嘘             | Ō to uso          | 8 juillet 2023        |
| 2  | Loyauté et comédie               | 忠義と演技         | Chūgi to engi     | 8 juillet 2023        |
| 3  | Égalité et détermination         | 互角と覚悟         | Gokaku to kakugo  | 15 juillet 2023       |
| 4  | Chocolat et démon                | チョコと悪魔       | Choko to akuma    | 22 juillet 2023       |
| 5  | Chance de victoire et yeux bleus | 勝ち目と蒼い目     | Kachime to aoi me | 29 juillet 2023       |
| 6  | Trésor et ténèbres               | 宝と闇             | Takara to yami    | 5 août 2023           |
| 7  | Calme et changement              | 静と改             | Sei to kai        | 12 août 2023          |
| 8  | Good night                       | グッドナイト       | Guddo naito       | 19 août 2023          |
| 9  | Combat et ménage                 | 闘争と掃討         | Tōsō to sōtō      | 26 août 2023          |
| 10 | Héros et tromperie               | ヒーローとトリック | Hīrō to torikku   | 2 septembre 2023      |
| 11 | Soldats et amis                  | 兵と友             | Hei to tomo       | 9 septembre 2023      |
| 12 | Ensemble dans le menssonge       | ずっとみんなと     | Zutto minna to    | 16 septembre 2023     |

### Annotations
1. ↑  Les titres français de l'adaptation en anime proviennent de Crunchyroll.

### Œuvres
Édition japonaise
Liar, Liar Light novel
1. 1 2 3  (ja) « ライアー・ライアー 嘘つき転校生はイカサマチートちゃんとゲームを制するそうです », sur MF Bunko J (consulté le 29 juillet 2023).
2. 1 2  (ja) « ライアー・ライアー２ 嘘つき転校生は小悪魔先輩に狙われています。 », sur MF Bunko J (consulté le 29 juillet 2023).
3. 1 2  (ja) « ライアー・ライアー３ 嘘つき転校生は偽お嬢様のニセモノを探しています。 », sur MF Bunko J (consulté le 29 juillet 2023).
4. 1 2  (ja) « ライアー・ライアー４ 嘘つき転校生は天才中二少女に振り回されています。 », sur MF Bunko J (consulté le 29 juillet 2023).
5. 1 2  (ja) « ライアー・ライアー５ 嘘つき転校生は運命の幼なじみに試されています。 », sur MF Bunko J (consulté le 29 juillet 2023).
6. 1 2  (ja) « ライアー・ライアー６ 嘘つき転校生は正義の味方に疑われています。 », sur MF Bunko J (consulté le 29 juillet 2023).
7. 1 2  (ja) « ライアー・ライアー７ 嘘つき転校生は偽りの正義に逆襲します。 », sur MF Bunko J (consulté le 29 juillet 2023).
8. 1 2  (ja) « ライアー・ライアー8 嘘つき転校生はごく普通のJKに嫉妬されています。 », sur MF Bunko J (consulté le 29 juillet 2023).
9. 1 2  (ja) « ライアー・ライアー9 嘘つき転校生は頼れる先輩の危機に駆けつけます。 », sur MF Bunko J (consulté le 29 juillet 2023).
10. 1 2  (ja) « ライアー・ライアー10 嘘つき転校生は敗北の女神を騙し抜きます。 », sur MF Bunko J (consulté le 29 juillet 2023).
11. 1 2  (ja) « ライアー・ライアー11 嘘つき転校生はクリスマスの悪魔に溺愛されています。 », sur MF Bunko J (consulté le 29 juillet 2023).
12. 1 2  (ja) « ライアー・ライアー12 嘘つき転校生は影の守護者に閉じ込められています。 », sur MF Bunko J (consulté le 29 juillet 2023).
13. 1 2  (ja) « ライアー・ライアー13 嘘つき転校生は最悪の仲間たちと騙し合います。 », sur MF Bunko J (consulté le 29 juillet 2023).
14. 1 2  (ja) « ライアー・ライアー14 嘘つき転校生は本物のお嬢様と大胆過ぎる嘘を企てています。 », sur MF Bunko J (consulté le 29 juillet 2023).
15. 1 2  (ja) « ライアー・ライアーSS 嘘つき転校生は学園島で波乱万丈な日々を送っています。 », sur MF Bunko J (consulté le 6 janvier 2023).
16. 1 2  (ja) « ライアー・ライアー15 嘘つき転校生は最強の嘘を真実に変えます。 », sur MF Bunko J (consulté le 15 novembre 2023).

Liar, Liar Manga
1. 1 2 3  (ja) « ライアー・ライアー　１ », sur Comic Alive (consulté le 30 juillet 2023).
2. 1 2 3  (ja) « ライアー・ライアー　4 », sur Comic Alive (consulté le 30 juillet 2023).
3. 1 2  (ja) « ライアー・ライアー　2 », sur Comic Alive (consulté le 30 juillet 2023).
4. 1 2  (ja) « ライアー・ライアー　3 », sur Comic Alive (consulté le 30 juillet 2023).